# بلوچه (صربستان)
بلوچه (به صربی: Beluće) یک منطقهٔ مسکونی در صربستان است که در ملادنوواتس واقع شده‌است.